# Франсуа де Бурбон-Вандом
Франсуа де Бурбон (фр. François de Bourbon-Vendôme; 1470 — 30 октября 1495) — граф Вандома с 1477 года, старший сын Жана II де Бурбон, графа Вандом, и Изабель де Бово.

## Биография
После смерти отца, в возрасте 7 лет стал графом Вандома. Опекуном был назначен его дядя Людовик де Жуайез. В 1484 году получил баронства в Мондубло и Сен-Кале, которые были включены в состав графства Вандом. Он был верным последователем короля Карла VIII.
В 1487 году женился на Марии де Люксембург, вдове Жака Савойского, графа де Ромон и сеньора де Во, владевшей огромными поместьями, а также графствами Сен-Поль, Суассон и Марль в Пикардии.
Франсуа де Бурбон сопровождал короля Карла VIII в итальянском походе, во время которого заболел дизентерией и умер в возрасте 25 лет в Верчелли (Италия). Его наследником стал старший сын Карл IV де Бурбон.

## Семья
Жена: с 8 сентября 1487 Мария де Люксембург (1462 — 1 апреля 1546), графиня де Сен-Поль, де Марль и де Суассон с 1482, дама де Конде, дочь Пьера II Люксембургского, графа де Сен-Поль, и Маргариты Савойской, вдова Жака Савойского, графа де Ромон и сеньора де Во. Дети от этого брака:
- Карл IV (1489-1537) герцог Вандомский с 1515.
- Жак (1490-1491)
- Франсуа I (1491-1545) герцог д’Эстутвиль с 1534, граф де Сен-Поль с 1546
- Людовик (1493-1557) кардинал с 1517, епископ Санса с 1535.
- Антуанетта (1493-1583); муж: с 1513 Клод Лотарингский (1496-1550), герцог де Гиз.
- Луиза (1495-1575) аббатиса в Фонтевро с 1534.

Также известен один незаконнорожденный сын от Изабеллы де Гриньи:
- Жак, бастард де Вандом (род. 1495)